# Campeonato Mundial de Natação em Piscina Curta de 2022 - 4x100 m medley feminino
A prova dos 4x100 metros nado medley feminino do Campeonato Mundial de Natação em Piscina Curta de 2022 foi disputada no dia 18 de dezembro de 2022, no Melbourne Sports and Aquatics Centre, em Melbourne, na Austrália.

## Recordes
Antes desta competição, os recordes mundiais e do campeonato nesta prova eram os seguintes:
|                       | Nacionalidade  | Tempo   | Local     | Data                   |
| --------------------- | -------------- | ------- | --------- | ---------------------- |
| Recorde mundial       | Estados Unidos | 3:44.52 | Budapeste | 21 de novembro de 2020 |
| Recorde do campeonato | Estados Unidos | 3:45.58 | Hangzhou  | 16 de dezembro de 2018 |

Os seguintes recordes mundiais ou do campeonato foram estabelecidos durante esta competição:
| Data           | Evento | Nome                                                                                 | Nacionalidade  | Tempo   | Notas |
| -------------- | ------ | ------------------------------------------------------------------------------------ | -------------- | ------- | ----- |
| 18 de dezembro | Final  | Claire Curzan (56.47) Lilly King (1:02.88) Torri Huske (54.53) Kate Douglass (50.47) | Estados Unidos | 3:44.35 | ,     |

## Medalhistas
| Ouro | Prata | Bronze |
| Estados Unidos · Claire Curzan · Lilly King · Torri Huske · Kate Douglass · Alex Walsh[a] · Erika Brown[a] | Austrália · Kaylee McKeown · Jenna Strauch · Emma McKeon · Meg Harris · Mollie O'Callaghan[a] · Chelsea Hodges[a] · Alexandria Perkins[a] | Canadá · Ingrid Wilm · Sydney Pickrem · Maggie Mac Neil · Taylor Ruck · Kylie Masse[a] · Rachel Nicol[a] · Katerine Savard[a] · Rebecca Smith[a] |

a  Nadadores que participaram apenas nas eliminatórias e receberam medalhas.

## Cronograma
Todos os horários são locais (UTC+11). 
| Data           | Hora  | Evento        |
| -------------- | ----- | ------------- |
| 18 de dezembro | 12:17 | Eliminatórias |
| 18 de dezembro | 21:03 | Final         |

## Resultados

### Eliminatórias
As eliminatórias ocorreram no dia 18 de dezembro com início às 12:17.
| Colocação | Bateria | Raia | Nacionalidade  | Nadadoras                                                                                                | Tempo   | Notas            |
| --------- | ------- | ---- | -------------- | --- | ------- | ---------------- |
| 1         | 1       | 5    | Estados Unidos | Alex Walsh (56.60) Lilly King (1:04.03) Kate Douglass (54.46) Erika Brown (52.58)                        | 3:47.67 | Q                |
| 2         | 1       | 3    | Austrália      | Mollie O'Callaghan (55.81) Chelsea Hodges (1:05.24) Alexandria Perkins (56.27) Meg Harris (51.58)        | 3:48.90 | Q                |
| 3         | 1       | 4    | Canadá         | Kylie Masse (56.41) Rachel Nicol (1:05.44) Katerine Savard (57.21) Rebecca Smith (52.34)                 | 3:51.40 | Q                |
| 4         | 2       | 4    | Suécia         | Louise Hansson (56.84) Klara Thormalm (1:05.27) Sara Junevik (56.05) Sofia Åstedt (54.33)                | 3:52.49 | Q                |
| 5         | 2       | 2    | Japão          | Rio Shirai (58.11) Reona Aoki (1:04.31) Ai Soma (56.98) Yume Jinno (53.52)                               | 3:52.92 | Q                |
| 6         | 2       | 6    | Países Baixos  | Maaike de Waard (56.78) Tes Schouten (1:04.75) Kim Busch (57.81) Valerie van Roon (53.61)                | 3:52.95 | Q,               |
| 7         | 1       | 6    | França         | Mary-Ambre Moluh (57.36) Charlotte Bonnet (1:05.58) Béryl Gastaldello (56.90) Mélanie Henique (53.71)    | 3:53.55 | Q,               |
| 8         | 2       | 5    | China          | Wan Letian (58.08) Yang Chang (1:05.26) Yang Junxuan (57.32) Cheng Yujie (53.91)                         | 3:54.57 | Q                |
| 9         | 2       | 3    | Itália         | Silvia Scalia (57.64) Sara Franceschi (1:06.77) Ilaria Cusinato (57.94) Costanza Cocconcelli (53.27)     | 3:55.62 |                  |
| 10        | 1       | 7    | Coreia do Sul  | Kim San-ha (58.01) Moon Su-a (1:06.87) Kim Seo-yeong (57.79) Hur Yeon-kyung (53.99)                      | 3:56.66 | Recorde nacional |
| 11        | 1       | 8    | Eslováquia     | Tamara Potocká (58.73) Andrea Podmaníková (1:07.13) Zora Ripková (59.24) Teresa Ivanová (54.40)          | 3:59.50 | Recorde nacional |
| 12        | 2       | 7    | África do Sul  | Milla Drakopoulos (1:00.30) Emily Visagie (1:07.40) Rebecca Meder (57.68) Caitlin de Lange (54.26)       | 3:59.64 | Recorde africano |
| 13        | 1       | 1    | Nova Zelândia  | Emma Godwin (1:00.01) Helena Gasson (1:06.77) Hazel Ouwehand (1:00.01) Rebecca Moynihan (54.13)          | 4:00.92 | Recorde nacional |
| 14        | 2       | 1    | Hong Kong      | Cindy Cheung (1:01.82) Lam Hoi Kiu (1:09.10) Yeung Hoi Ching (1:00.31) Sze Hang-yu (54.03)               | 4:05.26 |                  |
| 15        | 2       | 8    | Peru           | Alexia Sotomayor (1:01.44) McKenna DeBever (1:11.26) María Fe Muñoz (1:03.21) Rafaela Fernandini (56.82) | 4:12.73 | Recorde nacional |
| 16        | 1       | 2    | Reino Unido    | | DNS     | DNS              |

### Final
A final foi realizada no dia 18 de dezembro com início às 21:03.
| Colocação         | Raia | Nacionalidade  | Nadadoras                                                                                            | Tempo   | Notas              |
| ----------------- | ---- | -------------- | --- | ------- | ------------------ |
| Medalha de ouro   | 4    | Estados Unidos | Claire Curzan (56.47) Lilly King (1:02.88) Torri Huske (54.53) Kate Douglass (50.47)                 | 3:44.35 | Recorde mundial    |
| Medalha de prata  | 5    | Austrália      | Kaylee McKeown (55.74) Jenna Strauch (1:04.49) Emma McKeon (53.93) Meg Harris (50.76)                | 3:44.92 | Recorde da Oceania |
| Medalha de bronze | 3    | Canadá         | Ingrid Wilm (55.36) Sydney Pickrem (1:04.42) Maggie Mac Neil (54.59) Taylor Ruck (51.85)             | 3:46.22 | Recorde nacional   |
| 4                 | 7    | Países Baixos  | Kira Toussaint (56.53) Tes Schouten (1:05.28) Maaike de Waard (55.42) Marrit Steenbergen (50.47)     | 3:47.70 | Recorde nacional   |
| 5                 | 6    | Suécia         | Hanna Rosvall (56.37) Sophie Hansson (1:04.96) Louise Hansson (54.57) Michelle Coleman (51.94)       | 3:47.84 |                    |
| 6                 | 1    | França         | Pauline Mahieu (57.22) Charlotte Bonnet (1:04.12) Béryl Gastaldello (56.20) Mary-Ambre Moluh (52.74) | 3:50.28 | Recorde nacional   |
| 7                 | 8    | China          | Peng Xuwei (57.64) Tang Qianting (1:03.56) Yang Junxuan (57.49) Liu Shuhan (52.75)                   | 3:51.44 |                    |
| 8                 | 2    | Japão          | Sayaka Akase (58.07) Reona Aoki (1:04.65) Ai Soma (57.19) Chihiro Igarashi                           | DSQ     | DSQ                |

Legenda
| Recorde mundial       | Recorde mundial (World record)               |                       | Recorde africano                      | Recorde africano (African) |                                           | Q | Classificado por posição (Qualified) |
| Recorde do campeonato | Recorde do campeonato (Championship record)  | Recorde da América    | Recorde da América (Americas)         | q                          | Classificado por melhor tempo (Qualified) |   |                                      |
| Melhor marca do ano   | Melhor marca do ano (World leading)          | Recorde asiático      | Recorde asiático (Asian)              | DNS                        | Não largou (Did not start)                |   |                                      |
| Recorde nacional      | Recorde nacional (National record)           | Recorde europeu       | Recorde europeu (European)            | DNF                        | Não terminou (Did not finish)             |   |                                      |
| Recorde pessoal       | Recorde pessoal do atleta (Personal best)    | Recorde da Oceania    | Recorde da Oceania (Oceania)          | DSQ / DQ                   | Desclassificado (Disqualified)            |   |                                      |
| Recorde da temporada  | Recorde da temporada do atleta (Season best) | Recorde sul-americano | Recorde sul-americano (South America) | NM                         | Sem marca (No mark)                       |   |                                      |